# 阿拉斯加州學院和大學列表
以下是阿拉斯加州目前运营的公立和私立高等教育机构列表。

## 公立大学
- 阿拉斯加大學：阿拉斯加州最大的公立教育機構
  - 阿拉斯加大学安克雷奇分校
  - 阿拉斯加大學費爾班克斯分校
  - 阿拉斯加大學東南分校

## 私立大學
- 阿拉斯加太平洋大学（Alaska Pacific University）
- 薛尔顿·杰克生学院（Shelton Jackson College），此为社区学院。
- 阿拉斯加聖經學院（Alaska Bible College）